# گانگستر تصادفی و گیسنگ اشتباهی
گانگستر تصادفی و گیسِنگ اشتباهی (انگلیسی: The Accidental Gangster and the Mistaken Courtesan؛‏ کره‌ای: 1724 기방난동사건) فیلم کمدی اکشن تاریخی محصول سال ۲۰۰۸ کره جنوبی است. این فیلم فرهنگ گانگسترها در دوران چوسان کره را روایت می‌کند و داستان آن بر اساس یک درگیری واقعی است که در سال ۱۷۲۴ در یک خانه گیسِنگ (محل اجتماع کورتزن‌ها) رخ داده است. ️این فیلم به کارگردانی یو کیون دونگ و با بازی لی جونگ جه (که پس از سه سال دوباره به سینما برگشته) و کیم اوک بین است. طراحی لباس‌های فیلم توسط طراح معروف مد، آندره کیم انجام شده است.